# Illeana Douglas
Illeana Douglas, właściwie Illeana Hesselberg (ur. 25 lipca 1965 w Quincy w stanie Massachusetts, USA) – amerykańska aktorka.

## Biogram
Jej dziadkiem był aktor Melvyn Douglas. Jest córką włoskiej emigrantki oraz pół Żyda-pół Szkota. Wychowała się w stanie Massachusetts, studiowała w Neighborhood Playhouse w Nowym Jorku. Znana głównie z filmu Moje dobre serce. Wystąpiła też w filmach Happy, Texas, Ghost World i Opętanie, a także serialu Sześć stóp pod ziemią jako Angela.